# Sa-Huynh-Kultur
Die Sa-Huynh-Kultur ist eine eisenzeitliche Kultur in Mittel- und Südvietnam, die im 4. Jh. v. Chr. entstand und um Beginn unserer Zeitrechnung ausklang. Sie gehört zu den wenigen eisenzeitlichen Kulturen in Südostasien, in denen die Toten vornehmlich in großen Tongefäßen bestattet wurden.

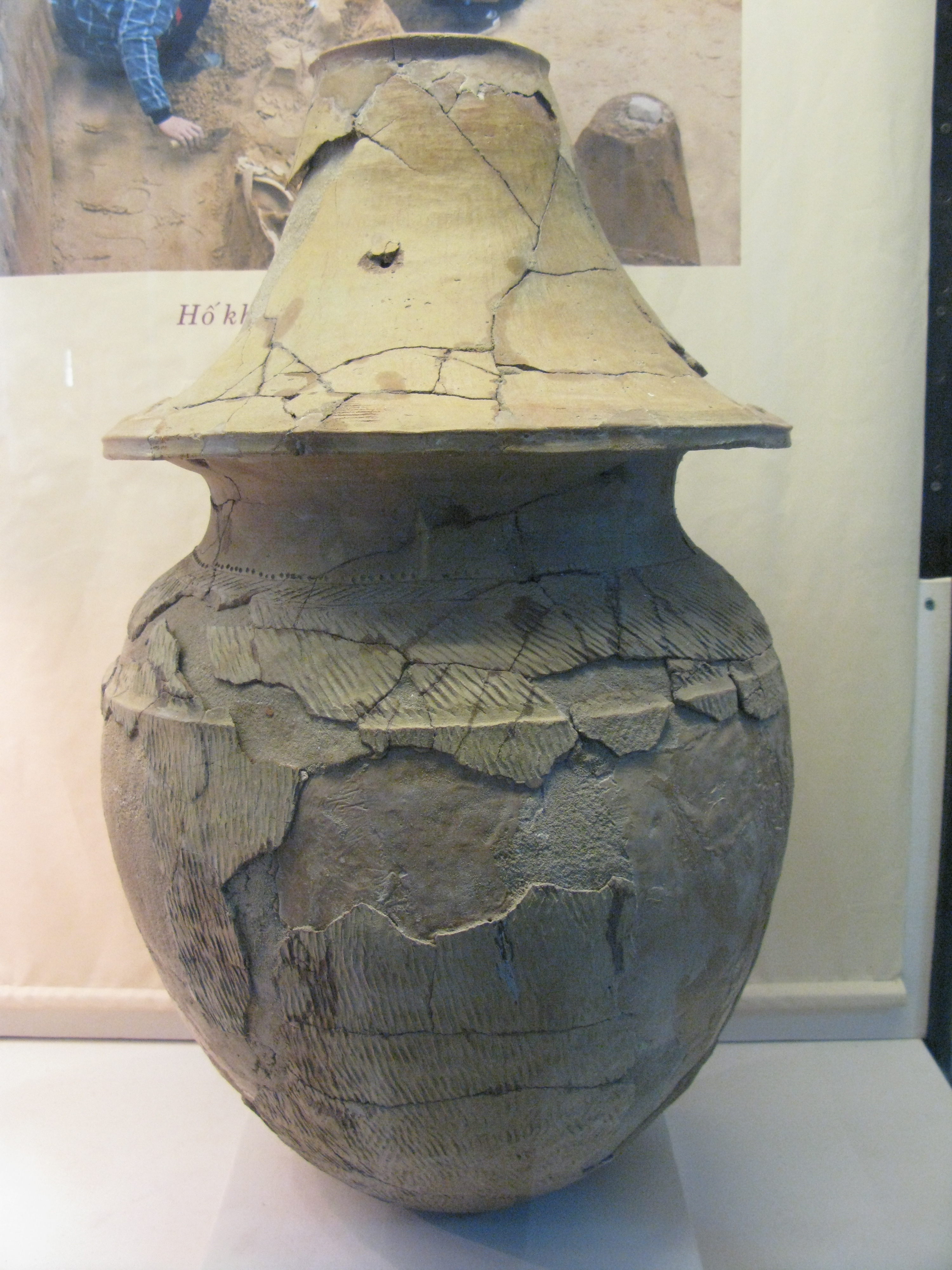
Grabgefäß der Sa-Huynh-Kultur

## Ursprung
Es gibt in der Forschung zwei unterschiedliche Erklärungsansätze zum Ursprung dieser Kultur. Zum einen sprechen ältere, spätsteinzeitliche Gefäßgräber in den Hochebenen von Mittel- und Südvietnam (z. B. am Fundplatz Lung Leng in der Provinz Kontum) für eine Vorläuferkultur und eine Ausbreitung jener Bevölkerung ab 1300 v. Chr. an die zentralvietnamesische Küste von Quang Ngai, wenig später auch in südlich benachbarte Küstenregionen. Diese frühen Gefäßgräbergruppen entfalteten mit Beginn der Eisenverarbeitung, mit neuen Trends in der Töpferei, der Schmucksteinverarbeitung und anderen Handwerkszweigen eine originäre Kultur. Demgegenüber steht eine andere Theorie, wonach die Sa-Huynh-Kultur ihren Ursprung im südostasiatischen Inselraum hatte und es sich bei dieser Bevölkerung um die Vorfahren der Cham-Leute handelt, die später das Reich von Champa gründeten. Als ein Argument wird auf die Verwandtschaft zwischen den acehnesischen und malaiischen Sprachen von Borneo verwiesen.

## Allgemeines
Die Sa-Huynh-Kultur ist eine Gefäßgräberkultur, die im Unterschied zu den benachbarten körperbestattenden Kulturen ihre Toten unverbrannt in Tongefäßen bestattete. Viele große Friedhöfe wurden nahe der Küste ausgegraben, wo – bis heute – für Handel und Landwirtschaft die besten Bedingungen herrschen. Die Urnen waren oft mit reichverzierten hutförmigen Deckgefäßen versehen und enthielten in der Regel mehrere Beigaben, wie Geräte und Waffen aus Eisen, keramische Beigefäße, seltener bronzene Glöckchen oder Gefäße. Erst in der Spätphase der Kultur ab dem 2. Jh. v. Chr. kommen Schmucksteinperlen aus Karneol oder Achat und ganz selten chinesische Bronzespiegel und goldene Schmuckstücke als Beigaben in die Gräber – Zeugnisse eines weitreichenden Austausch begehrter Luxusgüter entlang der vietnamesischen Küste. Der Stil dieser Artefakte, die Bestattungsweise, der Schmuck und die gesamte Symbolik unterscheidet die Sa-Huynh von der etwa zeitgleichen Dong-Son-Kultur in Nordvietnam, obwohl beide Kulturen im Austausch standen. Typisch sind vor allem oftmals aus Nephrit hergestellte Ohranhänger mit drei Spitzen oder mit zwei Tierköpfen. Die Keramik zeigt eine Vielzahl von Formen und ist mit eingeritzten Mustern dekoriert. Es gibt Belege für weitreichende Handelsbeziehungen und Kontakte nach Kambodscha, Thailand, zu den Philippinen und Taiwan, beispielsweise durch die Entdeckung von Steinscheiben oder Fertigprodukten aus Nephrit, der vor über 2000 Jahren aus Taiwan eingeführt wurde und als Beigabe in den Sa-Huynh-Gräbern entdeckt wurde.

## Forschungsgeschichte
Bei Sa Huynh, dem namensgebenden Fundort, wurden 1909 die ersten Gefäßgräber entdeckt und an die Ècole Française d’Extrême-Orient in Hanoi gemeldet. Doch erst 1923 wurden im Gebiet Sa Huynh selektive Grabungen vorgenommen. Viele hundert Grabgefäße von Sa Huynh blieben zerstört am Ort, eine Sammlung wesentlicher Objekttypen gelangte nach Hanoi und wurde 1924 anhand ausgewählter Beispiele veröffentlicht. Der Begriff „Sa-Huynh-Kultur“ wurde 1935 eingeführt. Die Beschäftigung mit dieser Kultur hat sich aber erst ab Mitte der 1970er-Jahre, also nach dem Ende des Vietnamkrieges, erheblich gesteigert. Bisher sind ca. 100 Fundorte bekannt.